# Abbaye de Belloc

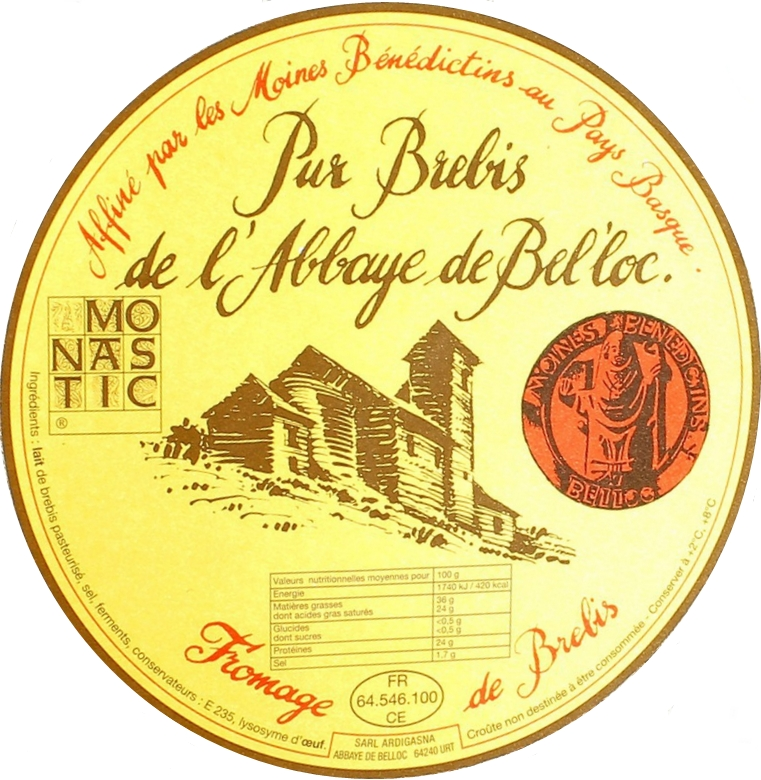

De Pur Brebis de l'Abbaye de Belloc (ook geschreven als Abbaye de Bellocq) is een Franse kaas. De kaas wordt gemaakt in Béarn en Frans Baskenland.
Het is een rauwmelkse kaas van volle schapenmelk, halfhard, geperst maar niet verhit, met een natuurlijke rood-, oranje- en geelgevlekte bruine korst waarin deuken kunnen voorkomen. De rijping duurt 6 maanden.
Hij werd voor het eerst gemaakt door de benedictijner monniken van de Abbaye Notre Dame de Belloc in Urt (Pyrénées-Atlantiques) van melk van de plaatselijke schapenkuddes.
Hij heeft een vrij sterke smaak met tonen van karamel en hints van lanoline (wolvet).
Wijnadvies: Pacherenc du Vic-Bilh (Madiran). Een Pacharán (likeur) past er ook prima bij.